# Mioceno
| Era Eratema | Período Sistema | Época Serie | Edad Piso                   | Inicio, en millones de años |
| ----------- | --------------- | ----------- | --------------------------- | --------------------------- |
| Cenozoico   | Cuaternario     | Cuaternario | Cuaternario                 | 2,58                        |
| Cenozoico   | Neógeno         | Plioceno    | Piacenziense Piacenziano    | 3,60                        |
| Cenozoico   | Neógeno         | Plioceno    | Zancliense Zancliano        | 5,33                        |
| Cenozoico   | Neógeno         | Mioceno     | Messiniense Mesiniano       | 7,25                        |
| Cenozoico   | Neógeno         | Mioceno     | Tortoniense Tortoniano      | 11,62                       |
| Cenozoico   | Neógeno         | Mioceno     | Serravalliense Serravaliano | 13,82                       |
| Cenozoico   | Neógeno         | Mioceno     | Langhiense Langhiano        | 15,98                       |
| Cenozoico   | Neógeno         | Mioceno     | Burdigaliense Burdigaliano  | 20,45                       |
| Cenozoico   | Neógeno         | Mioceno     | Aquitaniense Aquitaniano    | 23,04                       |
| Cenozoico   | Paleógeno       | Paleógeno   | Paleógeno                   | 66,00                       |

El Mioceno es la primera serie y época del Neógeno en la escala temporal geológica. Sucede al Oligoceno (última época del Paleógeno) y precede al Plioceno. Comienza hace 23,04 millones de años y finaliza hace 5,33 millones de años. En esta época continuó la elevación de cordilleras como los Pirineos, los Alpes y el Himalaya. La erosión favorecida por estas orogénesis originó sedimentos y depósitos de petróleo en zonas que eran cuencas marinas de poca profundidad. Durante el Mioceno temprano el clima era relativamente cálido, pero durante el Mioceno medio, desde hace 16,4 Ma (Langhiense) hasta hace 8,4  Ma (Tortoniense), se produjo una bajada de las temperaturas y se originaron las masas de hielo en la Antártida. Al final del Mioceno se produjo la desecación casi total del Mediterráneo, durante la llamada crisis salina del Messiniense.
El nombre de Mioceno procede de las palabras griegas μείων (meiōn, “menos”) y καινός (kainos, “nuevo”), y significa "menos nuevo", aludiendo a que presenta un 18 % menos de invertebrados marinos modernos que el Plioceno.
Las plantas y los animales del Mioceno eran bastante modernos. Los mamíferos y las aves estaban bien establecidos. Proliferaron las especies de mamíferos, entre ellos el rinoceronte, el gato, el camello y el caballo con las formas primitivas; entre estos están incluidos los grandes simios, que además de en África, vivían en Asia y en el sur de Europa. En los mares, proliferaron ballenas y focas.

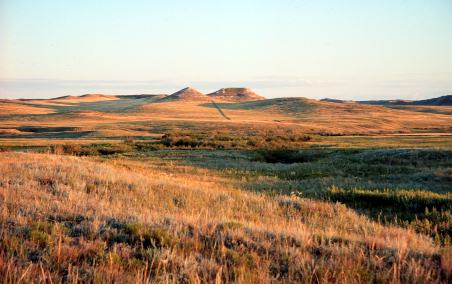
Sedimentos del Mioceno en Nebraska.

## Subdivisiones
La Comisión Internacional de Estratigrafía reconoce las siguientes subseries/subépocas y edades/pisos del Mioceno:
- Mioceno Superior/Tardío
  - Mesiniense (por Messina)
  - Tortoniense (por Tortona)
- Mioceno Medio
  - Serravalliense (por Serravalle)
  - Langhiense (por los Langhe, cerros situados en Ceva, Piamonte)
- Mioceno Inderior/Temprano
  - Burdigaliense (por el latino Burdigala=Burdeos)
  - Aquitaniense (por Aquitania)

Estas subdivisiones se definen por la abundancia relativa de diferentes especies de nanofósiles calcáreos (algas unicelulares) y foraminíferos.
La cronoestratigrafía de las cuencas continentales aceptadas para Europa occidental utiliza los siguientes pisos continentales, basados en biozonas de mamíferos, correlacionadas con las unidades de polaridad magnetoestratigráfica (entre paréntesis la causa de la denominación y la correspondencia con los pisos de la escala estándar): Turoliense (por Teruel -Mesiniense y Tortoniense superior-), Vallesiense (Tortoniense inferior), Aragoniense (por Aragón -Serravalliense, Langhiense y Burdigaliense superior) y Rambliense (Burdigaliense inferior, Aquitaniense y Chattiense superior).

## Paleogeografía y paleoclimatología

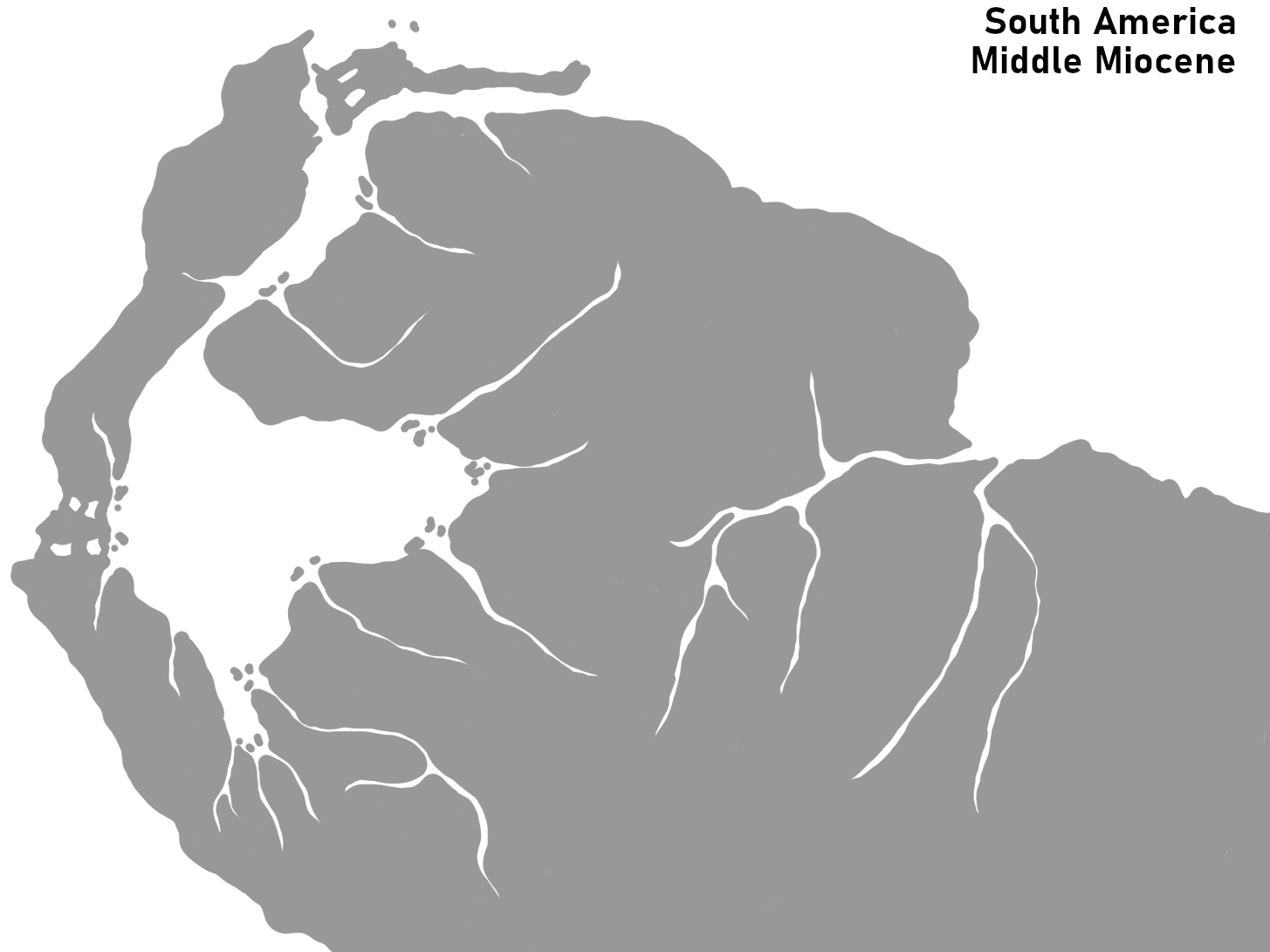
Lago interior del Amazonas durante el Mioceno medio.

Los continentes continuaron la deriva hacia sus posiciones actuales. De las modernas características geológicas, solo estaba ausente el puente terrestre entre Sudamérica y Norteamérica, aunque Sudamérica se estaba aproximando a la zona de subducción occidental en el océano Pacífico, provocando tanto el aumento de los Andes como una extensión hacia el sur de la península mesoamericana.
La orogénesis continuó en el oeste de Norteamérica y Europa. Tanto los depósitos marinos como continentales del Mioceno son comunes en todo el mundo con abundantes afloramientos marinos cerca de las costas modernas. Exposiciones continentales bien estudiadas se encuentran en las Grandes Llanuras de los Estados Unidos y en Argentina.

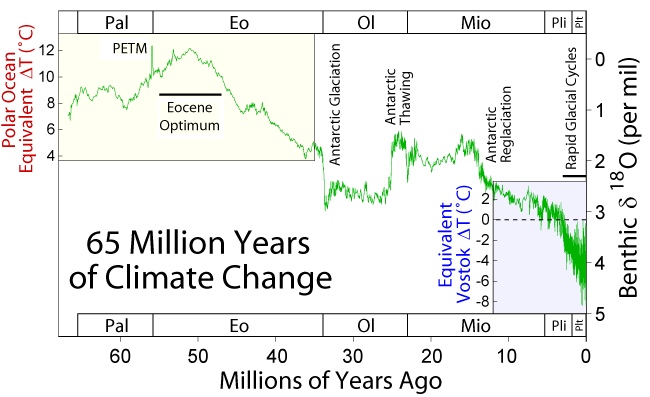
Temperaturas en los últimos 65 millones de años sobre la base de medidas del isótopo ^{18}O. A finales del Mioceno se produce la reglaciación de la Antártida.

La India continuó chocando con Asia, aumentando el Himalaya. La vía Tetis continuó disminuyendo y se cerró cuando África colisionó con Eurasia en la región turco-arábica hace entre 19 y 12 millones de años. El posterior levantamiento de las montañas en la región del Mediterráneo occidental y un descenso global del nivel del mar se combinaron para causar una desecación temporal del mar Mediterráneo (conocida como la crisis salina del Mesiniense) cerca del final del Mioceno.
A principio del Mioceno, el clima se hizo más cálido después del gran enfriamiento del Oligoceno en el que se produjo la formación de la corriente Circumpolar Antártica y la glaciación de la Antártica. Conforme transcurría el período, la tendencia mundial fue hacia una creciente aridez causada principalmente por el enfriamiento global que redujo la capacidad de la atmósfera para absorber humedad. La elevación de África oriental en el Mioceno superior fue en parte responsable de la disminución de las selvas tropicales en la región. Australia se hizo más seca, ya que entró en una zona de baja precipitación en el Mioceno tardío. 
En la Antártida oriental había algunos glaciares durante el Mioceno temprano (hace 23-15 millones de años), pero hace alrededor de 15 millones de años la capa de hielo del hemisferio sur comenzó a crecer, produciéndose una reglaciación de la Antártica, tendencia que continuó hasta alcanzar su extensión actual. Durante este largo episodio frío se produce la denominada extinción del Mioceno medio.

### Aquitaniense-Serravalliense
El clima se estaba calentando de nuevo. La acción combinada de las orogénesis y de determinados cambios en las corrientes oceánicas alteró las pautas de pluviosidad y de circulación atmosférica. Un nuevo tipo de vegetación, el chaparral, empezó a formarse sobre todo en las vertientes continentales más áridas. En los bosques subtropicales empezaron a aparecer claros herbáceos y en Sudamérica praderas. Se abrieron rutas terrestres y las migraciones tuvieron un especial impacto sobre África, a la que llegaron rumiantes, cerdos y verdaderos carnívoros procedentes de Eurasia. En dirección contraria partieron cerdos hormigueros, proboscídeos y damanes. Los proboscídeos, rumiantes modernos y los carnívoros alcanzaron también Norteamérica. 
En la península ibérica, se configuran las dos grandes cuencas de la meseta (Duero y Tajo), que habían iniciado su estructuración en el período anterior. Numerosos retazos de pequeñas cuencas, como la del norte de Extremadura, parecen prolongar ambas fosas hacia Portugal, convergiendo en la cuenca portuguesa del Tajo que se abre en este período al océano Atlántico. En el Aquitanense tiene lugar un intercambio biótico con Europa del noreste y con África, aunque se mantiene alta la tasa de endemismo. 

### Tortoniense-Mesiniense

Reconstrucción paleogeográfica del sur de la península ibérica durante el Mioceno previo a la formación del estrecho de Gibraltar. La línea roja indica la costa actual. S=Cuenca de Sorbas, Almería, B=Corredor bético, R=Corredor del Rift. G=Estrecho de Gibraltar, M=Mar Mediterráneo.

Una característica esencial de este tiempo fue la aparición de pastos similares a la sabana en ambas Américas, por el enfriamiento global y la progresiva aridez del clima. En el Asia oriental surgió una vegetación templada, aunque ni en África, ni en Australia ni en Eurasia occidental apareció extensión alguna de auténticas praderas. Los elefántidos ya se habían desarrollado, e incluso viajado desde África hasta Eurasia. Procedente de Norteamérica, Hipparion alcanzó África a través de Asia. Las dos Américas estaban ya lo bastante próximas como para que los primeros «exploradores» se desplazaran entre ellas sobre restos de vegetación flotante. 
En esta época destaca la peculiaridad y el gran desarrollo que adquiere la sedimentación, la actividad geodinámica y los cambios biogeográficos, especialmente en el Mediterráneo occidental. El depósito de grandes espesores de evaporitas, actualmente bajo el mar, ha llevado a la interpretación de la probable y repetida desecación del Mediterráneo en el Mesiniense, lo que incentivó notablemente las investigaciones. En cada una de las desecaciones el Mediterráneo se convertía en una enorme cuenca desértica que, en ciertos puntos, llegaba a alcanzar la cota de 5000 metros por debajo del nivel del mar. Después de cada episodio de desecación, la cuenca era inundada de nuevo por la entrada torrencial de aguas del Paratetis y Atlántico por el estrecho de Gibraltar. Al final del Mesiniense, numerosos inmigrantes testimonian que un activo intercambio faunístico tuvo lugar en el área entre Asia, África y Europa durante la regresión de la cuenca mediterránea. Recientemente la desecación del Mediterráneo ha sido cuestionada por algunos investigadores.

## Paleobiología
Las globigerinas, seriamente diezmadas en la extinción eocena, se expanden de nuevo en el Mioceno y constituyen unos excelentes fósiles guía en los medios marinos. Las diatomeas de agua dulce (Pennales), comprenden 2000 especies alcanzando una posición ecológica similar a la actual como productores primarios de agua dulce. 
Los cambios climáticos ejercieron una influencia profunda sobre las biotas terrestres. El mejor indicador de los cambios climáticos son los cambios evolutivos y de distribución geográfica de las angiospermas. La gran abundancia de plantas herbáceas en este período permitiría llamarlo Edad de las Hierbas. El éxito de las plantas herbáceas es el resultado del deterioro climático generalizado que tuvo lugar durante el Oligoceno y Mioceno. El enfriamiento del clima y unas condiciones más secas, ocasionaron la regresión de los bosques y la presencia de plantas herbáceas que prefieren los hábitats abiertos y pueden resistir bajas precipitaciones. 

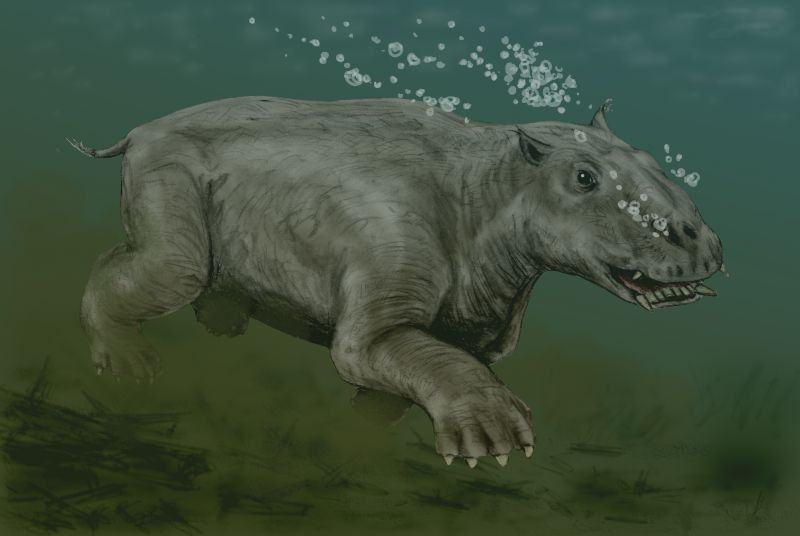
Paleoparadoxia
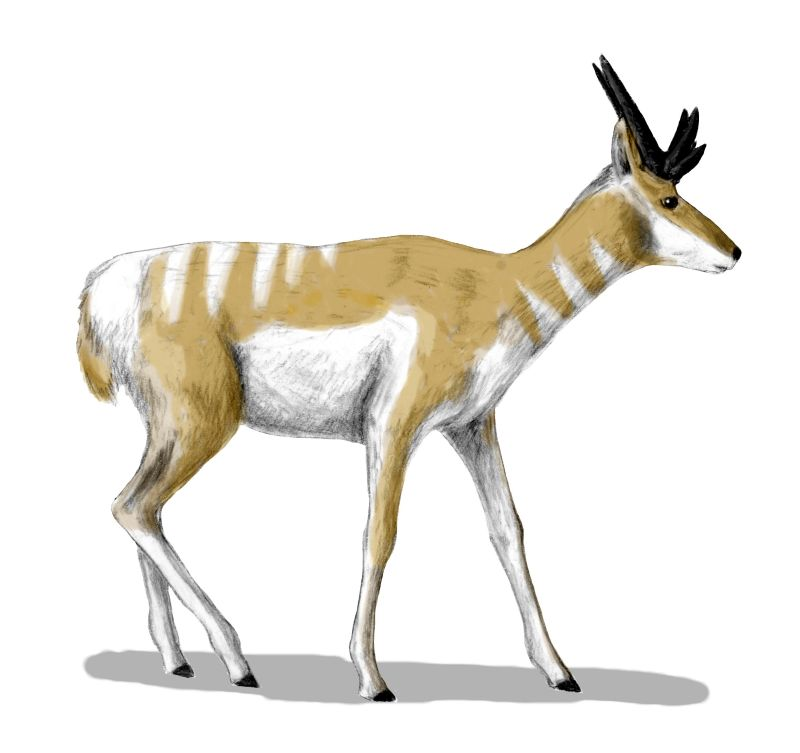
Osbornoceros
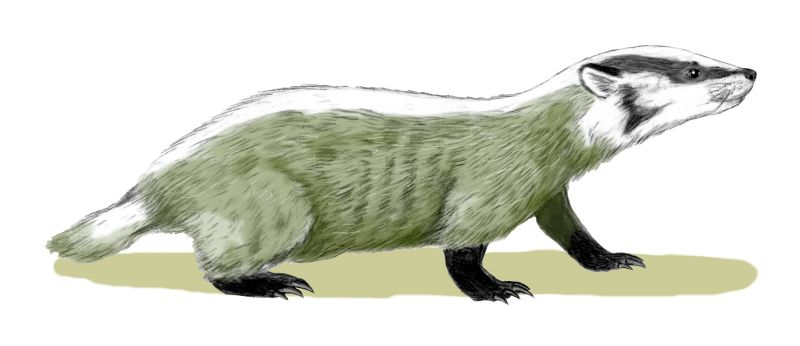
Chamitataxus
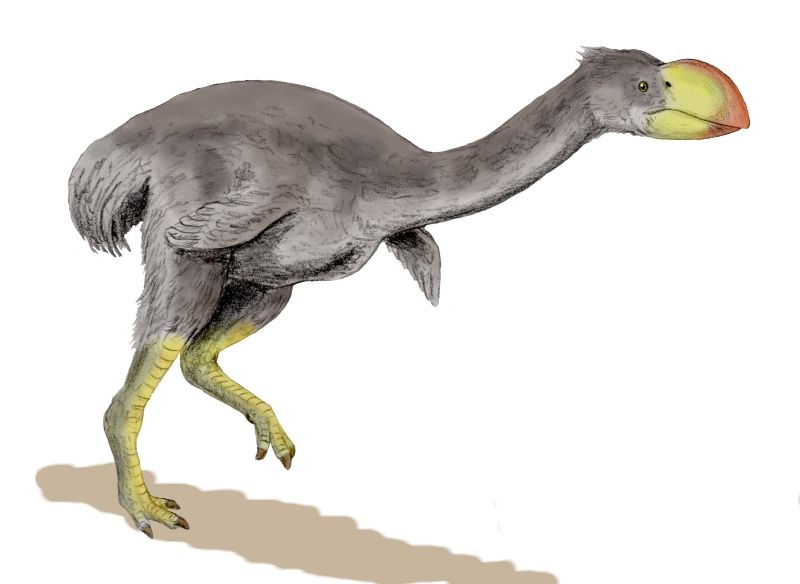
Dromornis stirtoni

Criaturas consideradas «menores» experimentaron un gran éxito: paseriformes, ranas, ratas, ratones, serpientes, etc. Las familias de rinocerontes y caballos disminuyeron después del Mioceno medio en una continuación del decaimiento general de los ungulados de dedos impares. Mientras tanto, Cervidae y Bovidae se diversificaron, aunque el número de especies de estas familias ha disminuido desde entonces. De forma similar, muchos tipos de elefantes, incluidos los que tenían largas trompas, experimentaron un gran éxito durante el intervalo Mioceno-Plioceno, para luego declinar (hoy sólo existen tres especies). Aparecen las familias de las hienas y osos. El grupo de los primates del Viejo Mundo se amplió, con la aparición de los monos cercopitécidos (en los que hoy se encuadran macacos y babuinos). Los primeros homínidos (Sahelanthropus, Ardipithecus) empezaron a diversificarse en el este de África. En los océanos, aparecieron los tiburones modernos, en particular el gran Carcharocles megalodon y evolucionan los cetáceos, como delfines, ballenas y marsopas.

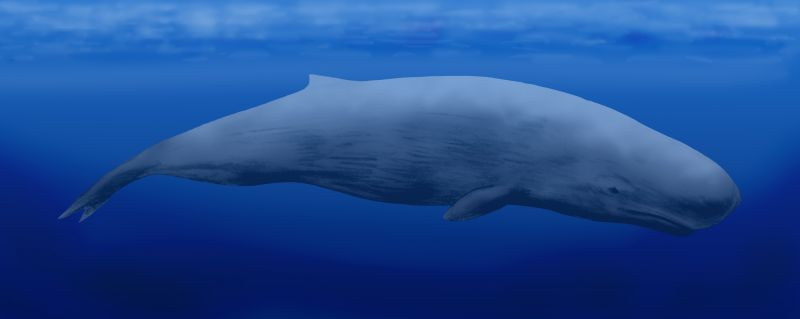
Brygmophyseter
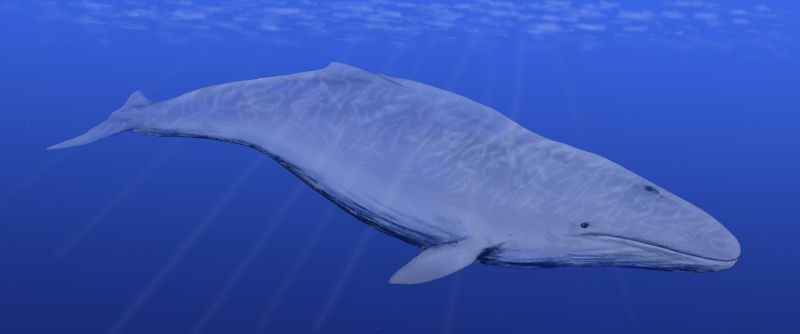
Cetotherium
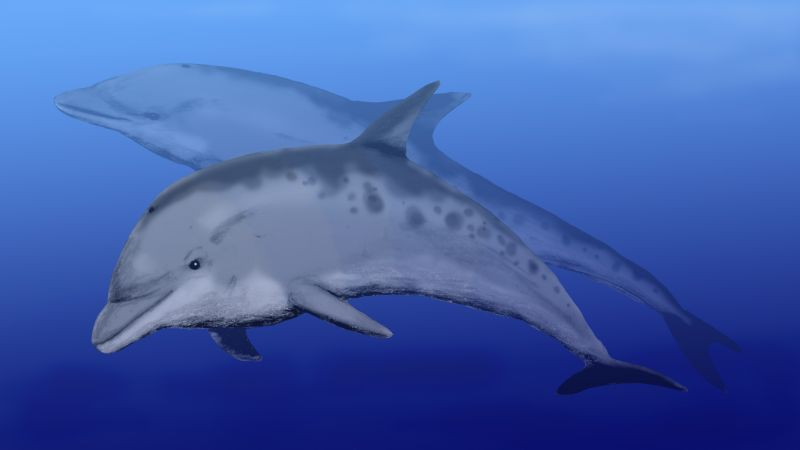
Kentriodon